# Hospital de la Pasión (Madrid)
El Hospital de la Pasión fue un antiguo hospital de mujeres de la ciudad de Madrid, uno de los que formaron parte de la zona médica en torno a la calle de Atocha (que iba desde el Hospital de San Juan de Dios hasta el Hospital General).

## Historia
Desde la política de agrupación de instituciones sanitarias defendida por Felipe II, este hospital formó parte de la asistencia sanitaria femenina de Madrid. 
Llegó a tener cinco salas y cada una de ellas admitía a 60 enfermas. En el lugar que ocupaba fue construido, entre 1831 y 1840, un nuevo edificio (de Isidro González Velázquez) que pasó a ser la sede del Colegio de Cirugía de San Carlos. 
En la actualidad es la sede de dos instituciones: el Ilustre Colegio Oficial de Médicos de Madrid (con entrada por la calle de Santa Isabel) y el Instituto Nacional de Administración Pública (con entrada por la calle de Atocha).